# Eva Bay

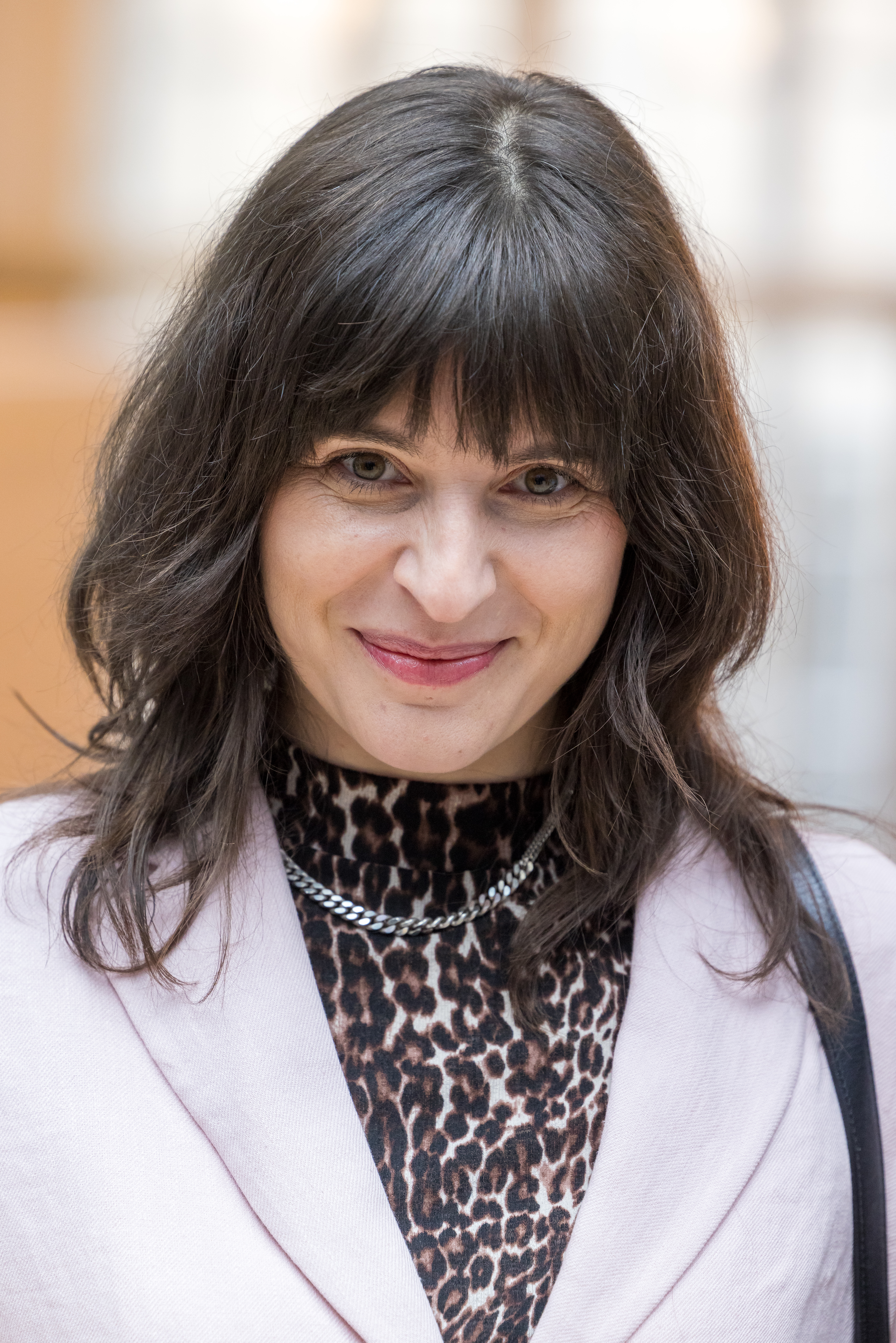
Eva Bay (2024)

Eva Bay (* 15. September 1983 in Hamburg) ist eine deutsche Schauspielerin.

## Berufliche Entwicklung
Bay sammelte ihre ersten Bühnenerfahrungen in der Jugendtheatergruppe P14 an der Volksbühne am Rosa-Luxemburg-Platz, anschließend absolvierte sie zwischen 2004 und 2009 ein Schauspielstudium an der HFF-Potsdam „Konrad-Wolf“.
Sie wirkte bisher in diversen Filmen, Kurzfilmen und Fernsehserien mit und tritt ebenfalls regelmäßig als Bühnendarstellerin auf.

## Filmografie (Auswahl)

### Filme
- 2007: Sechs tote Studenten (Regie: Rosa von Praunheim)
- 2008: Gabriel (Kurzfilm, Regie: Rita Lengyel)
- 2009: Mein Vogel fliegt schneller (Regie: Gülseli Bille Baur)
- 2009: Meine Daten und ich (Regie: Philipp Eichholtz)
- 2011: Long Distance Call (Kurzfilm, Regie: Grzegorz Muskala)
- 2012: Männer zeigen Filme Frauen ihre Brüste (Regie: Isabell Suba)
- 2013: Quellen des Lebens (Regie: Oskar Roehler)
- 2013: Phoenix (Regie: Christian Petzold)
- 2014: Liebe mich! (Regie: Philipp Eichholtz)
- 2015: Franziskas Welt: Hochzeiten und andere Hürden (Fernsehfilm, Regie: Bruno Grass)
- 2015: Highway to Hellas (Regie: Aron Lehmann)
- 2014: Alki Alki (Regie: Axel Ranisch)
- 2016: Die letzte Sau (Regie: Aron Lehmann)
- 2019: Zu Zweit Allein (Regie: Sabine Koder)

### Fernsehserien
- 2011: Tatort: Mauerpark
- 2012: Kommissar Stolberg: Unter Feuer
- 2012: Großstadtrevier: Was Altes, was Neues und was Blaues
- 2014: Tatort: Eine Frage des Gewissens (Regie: Till Endemann)
- 2017: SOKO München: Tod im Biergarten
- 2017: Hubert ohne Staller: Wenn's läuft, dann läuft's
- 2018: Tatort: Waldlust (Regie: Axel Ranisch)
- 2018: Der Staatsanwalt: Eine perfekte Familie
- 2019: Zeit der Geheimnisse (Miniserie)
- 2020: Letzte Spur Berlin: Amöbenliebe
- 2021: Die Bestatterin – Die unbekannte Tote
- 2021: SOKO Hamburg: Kiezliebe
- 2024: Lena Lorenz: Flaschenkind
- 2025: Wilsberg: Über dem Gesetz (Fernsehreihe)

## Theater
- 2008: Freischwimmerfestival Berlin Sophiensäle Berlin, Kampnagel Hamburg, Brut Wien, Gessnerallee Zürich Regie: Julie Pfleiderer
- 2009: Der Drachenreiter Hans Otto Theater Potsdam Regie: Andreas Rehschuh
- 2009: The Killer in me is the killer in you my love Hans Otto Theater Potsdam Regie: Alexander Riemenschneider
- 2011: Don Juan Hans Otto Theater Potsdam Regie: Tobias Wellemeyer
- 2012: Das Wintermärchen Hans Otto Theater Potsdam Regie: Tobias Wellemeyer
- 2012: Scheppernde Antworten auf Dröhnende Fragen Ballhaus Naunynstraße Regie: Nora Abdel-Maksoud
- 2013: Alle 16 Jahr im Sommer Hans Otto Theater Potsdam Regie: Tobias Wellemeyer
- 2013: Unter Drei Ballhaus Ost Staatstheater Braunschweig Regie: Mareike Mikat
- 2014: DESASTER Ballhaus Ost Regie: Anne Schneider
- 2014: Kings Ballhaus Naunynstraße Regie: Nora Abdel-Maksoud
- 2015: Eine Familie Theater am Kurfürstendamm Regie: Ilan Ronen[2]
- 2016: Sie nannten ihn Tico Münchner Volkstheater Regie: Nora Abdel-Maksoud[3]
- 2017: The Making-of Maxim Gorki Theater Regie: Nora Abdel-Maksoud
- 2018: Cafe Populaire Theater Neumarkt Zürich Regie: Nora Abdel-Maksoud
- 2018: Kluge Gefühle (Maryam Zaree) Hebbel-Theater Berlin Regie: Niels Bormann
- 2018: The Sequel Maxim Gorki Theater Regie: Nora Abdel-Maksoud
- 2021: Jeeps Münchner Kammerspiele Regie: Nora Abdel-Maksoud[4]

## Hörspiele
- 2013: Nora Abdel-Maksoud: Hunting von Trier – Regie: Nora Abdel-Maksoud (Hörspiel – Dkultur)